# Maike Nollen
Maike Nollen (Berlim, 15 de novembro de 1970) é uma velocista alemã na modalidade de canoagem.

## Carreira
Foi vencedora da medalha de Ouro em K-4 500 m em Atenas 2004, junto com as colegas de equipa Birgit Fischer, Katrin Wagner-Augustin e Carolin Leonhardt.